# Poklad z Gazteluberri
Poklad z Gazteluberri je soubor mincí z různých materiálů – zlata, stříbra a železa – zakopaný na konci 16. století nebo na začátku 17. století. Obsahuje mince Jany I., Filipa II. a Karla I., uložené v kravském zvonu pocházejícím z mincovny v Seville. V současnosti se nachází v Museo Arqueológico Nacional v Madridu pod inventárním číslem 233.

## Nález
K jeho objevu došlo v roce 1960, a to Juanem Berasategui y Urquía a Eugeniem Martínem Zazem v obci Segura v provincii Gipuzkoa.
Prostředí a místo nálezu mohou naznačovat, že poklad byl zakopán v době nestability s cílem jej uchovat v bezpečí. Jeho vlastnictví tak mohlo být spojeno s nějakým pastevcem nebo pašerákem.